# Samguk Yusa
Samguk Yusa (pronunciat [sʰamɡuŋ njusʰa] en coreà) o Records dels Tres Regnes és una col·lecció de llegendes, rondalles i testimonis històrics relacionats amb els Tres Regnes de Corea (Goguryeo, Baekje i Silla). És el testimoni conservat més antic de la llegenda del Dangun, que marca la fundació de Gojoseon com a primera nació coreana. Fou escrit el segle xiii per Iryeon.

## Autoria i data
El text es va escriure en xinès clàssic, que feien servir coreans literats de l'època de la seva redacció. Hom creu que la versió més antiga del text es va compilar durant la dècada dels 1280, i la publicació del text més antiga que ha sobreviscut 1512 dC.
Erudits coreans del segle XX com Choe Nam-seon van establir el monjo budista Iryeon (1206–1289) com a principal compilador del text, basant-se en el fet que el seu nom (i el seu títol oficial sencer) s'indicaven en el cinquè fascicle. Aquesta opinió està àmpliament acceptada entre els estudiosos moderns. Hom creu que la compilació va ser ampliada pel deixeble d'Iryeon, Muguk (1250-1322), i diversos altres abans de la recesnió definitiva l'any 1512.
Ha Chongnyong i Yi Kunjik van produir una edició crítica del Samgungnyusa el 1997. Segons Ha Chongnyong, Iryeon tan sols va escriure el cinquè fascicle, ja que el seu nom tan sols es menciona en aquella secció del text.
L'edició del 1512 del text menciona una cronologia dinàstica al principi, que té diverses discrepàncies amb la informació que apareix més endavant en el text. Segons Robert Buswell, Jr. i Donald S. Lopez, Jr., aquesta cronologia podria haver estat un afegit del segle xiv a la compilació d'Iryeon.

## Veracitat històrica
Moltes de les llegendes fundacionals dels diversos regnes de la història de Corea es troben recollides a Samgungnyusa. El text cobreix les llegendes de molts regnes coreans, incloent-hi Dangun Joseon, Gija Joseon, Wiman Joseon, BBuyeo, Goguryeo, Baekje, Silla i Gaya.
A diferència de Samguk Sagi, que està més orientat a fets, el Samgungnyusa se centra en diverses rondalles, llegendes i biografies de principis de la història de Corea. A causa de la seva narrativa mítica, la veracitat del Samgungnyusa és qüestionable.

## Edicions
- Ilyeon (2006) Overlooked Historical Records of the Three Korean Kingdoms, traducció de Kim Dal-Yong. Jimoondang: Seül, Corea. ISBN 89-88095-94-4
- Ilyon (1972; 2006) Samguk Yusa: Legends and History of the Three Kingdoms of Ancient Korea, traducció de Tae-Hung Ha i Grafton K. Mintz. Yonsei University Press: Seül, Corea. ISBN 1-59654-348-5
- 일연 (1996) 삼국유사. Somun munhwasa: Seül. ISBN 89-7004-002-1.
- 일연 (2002) 삼국유사. traducció de Kim Won-jung. Eulyu munhwasa: Seül. ISBN 89-324-6083-3.